# دافيد أوسبينا
دافيد أوسبينا راميريز (مواليد 31 أغسطس 1988 في ميديلين - كولومبيا) لاعب كرة قدم كولومبي يلعب كحارس مرمى لصالح أتلتيكو ناسيونال و يلعب كذلك لصالح منتخب كولومبيا لكرة القدم.

## مشاركته في الأندية

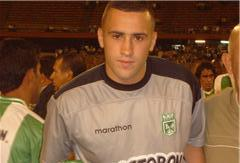
دافيد أوسبينا مع أتلتيكو ناسيونال

بدأ في صفوف أتلتيكو ناسيونال و انتقل إلى صفوف نيس الفرنسي منذ 2008، لكنه انتقل إلى أرسنال الإنجليزي في عام 2014، واستمر معه حتى أغسطس 2018، قبل أن ينتقل إلى نابولي الإيطالي معاراً. وفي يوليو 2019، أعلن نابولي شراء أوسبينا من أرسنال بعقد انتقال نهائي وانتقل بعدها إلى النصر السعودي في عام 2022 في صفقة انتقال حر.

## روابط خارجية
- دافيد أوسبينا على موقع الاتحاد الدولي (مؤرشف)  (الإنجليزية)
- دافيد أوسبينا على موقع الاتحاد الأوربي (الإنجليزية)
- دافيد أوسبينا على موقع الاتحاد الأوربي (الإنجليزية)
- دافيد أوسبينا على موقع رابطة كرة القدم الفرنسية للمحترفين (الإنجليزية)
- دافيد أوسبينا على موقع قاعدة بيانات كرة القدم.إي يو (الإنجليزية)
- دافيد أوسبينا على موقع ناشيونال فوتبول تيمز (الإنجليزية)
- دافيد أوسبينا على موقع Soccerbase.com (لاعب) (الإنجليزية)
- دافيد أوسبينا على موقع Soccerway.com (الإنجليزية)
- دافيد أوسبينا على موقع عالم كرة القدم.نت (الإنجليزية)
- دافيد أوسبينا على موقع AS.com (الإسبانية)